# Võng Xuyên
Võng Xuyên là một xã thuộc huyện Phúc Thọ, thành phố Hà Nội, Việt Nam.
Xã có diện tích 7,5 km², dân số năm 1999 là 14.192 người, mật độ dân số đạt 1.892 người/km².